# Пегу (хребет)
Пегу (Пегу-Йома) — горный хребет в центральной части Мьянмы, служащий водоразделом между бассейнами рек Иравади и Ситаун.
Протяжённость хребта составляет около 470 км, ширина — 60 км. Высшая точка — потухший вулкан Попа (1518 м). Горы сложены глинами, песчаниками и глинистыми сланцами, глубоко расчленены речными долинами. Высокая сейсмичность (8—9 баллов). На склонах произрастают муссонные леса.